# Église Saint-François-de-Sales de Buffalo
Pour les articles homonymes, voir Église Saint-François-de-Sales.
L'église Saint-François-de-Sales (St. Francis de Sales Church) est une église catholique désaffectée située à Buffalo dans l'État de New York aux États-Unis.

## Historique

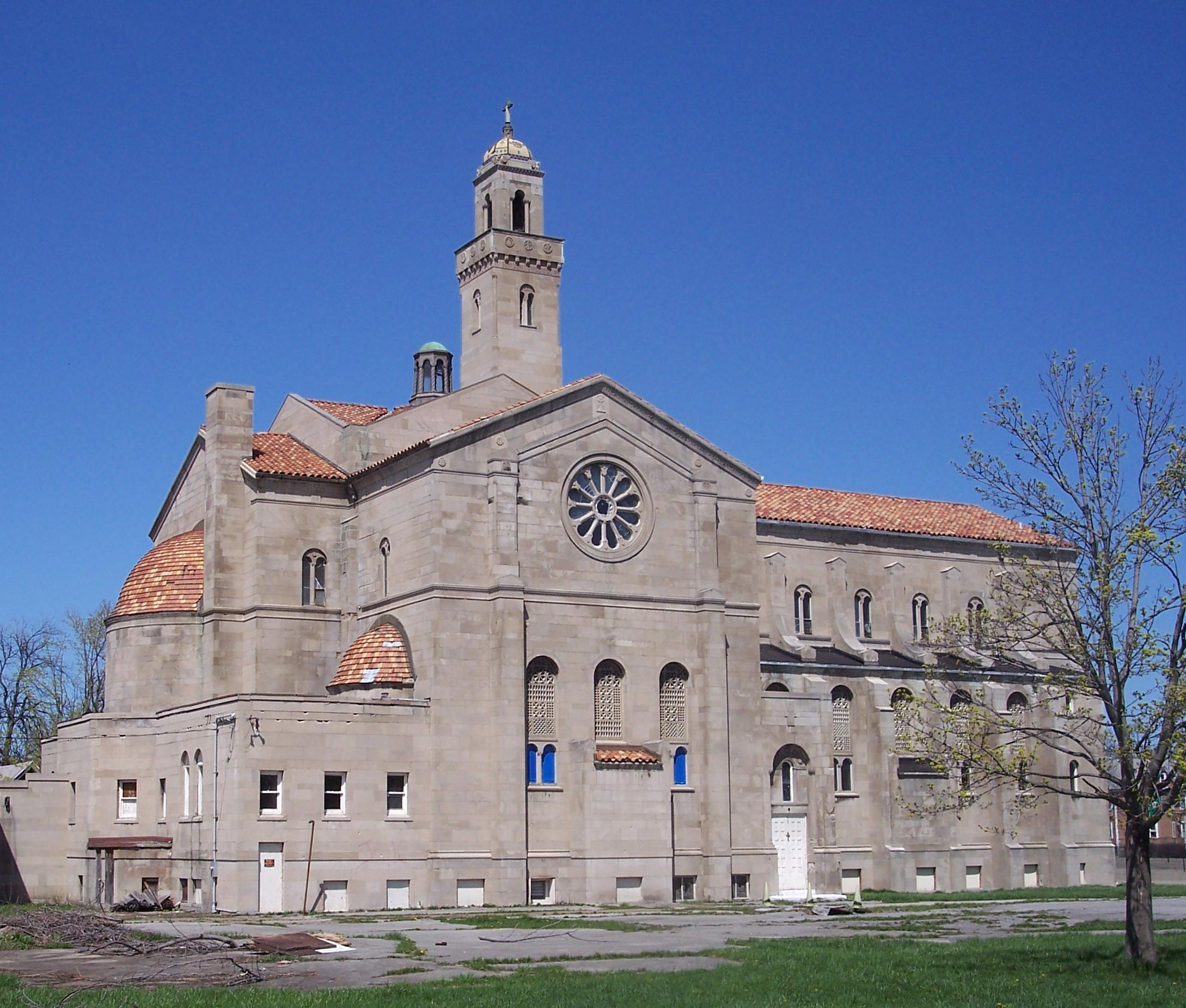
Vue de côté de l'église Saint-François-de-Sales

L'église occupe l'emplacement d'une première église de deux cents places commandée en 1912 par Mgr Colton et consacrée à saint François de Sales. Elle s'avère trop petite une dizaine d'années plus tard et l'église actuelle est construite  pour un coût de quatre cent mille dollars par l'architecte George Dietel, en association avec le cabinet d'architecture de Washington Murphy & Olmstead, dans ce nouveau quartier en pleine expansion. La première pierre est posée en octobre 1926 et l'église est consacrée à saint François de Sales, le 15 avril 1928. Elle peut accueillir 900 personnes assises.
L'église de briques est construite à l'exemple des églises italiennes, comme à Ravenne. Elle mesure près de 43 mètres de hauteur à la nef. Elle est dominée par un campanile à l'italienne et l'intérieur est décoré de riches mosaïques. Les fresques du plafond sont l'œuvre de Raphael Gustavino et sont éclairées par l'oculus du dôme.
La partie est des États-Unis est frappée de plein fouet par la contestation religieuse dans les années 1970-1980 et la baisse rapide de la pratique catholique, amplifiée par les changements de mœurs de la société américaine. Le diocèse de Buffalo décide de la fermeture de l'église et de sa désaffectation. Une partie de son mobilier est vendue, les vitraux sont ôtés, mais l'édifice  pourtant inscrit aux monuments historiques de Buffalo s'enfonce lentement dans la dégradation. L'intérieur est victime de déprédations et de pillages répétés et le toit est endommagé à plusieurs endroits.
L'école paroissiale adjacente est rasée, tandis que la maison paroissiale, qui servait également de cure, est vendue à un particulier.
Finalement l'église est vendue aux enchères en 2003 et acquise par le père Perry qui en bloque les accès pour la sécuriser des pilleurs.

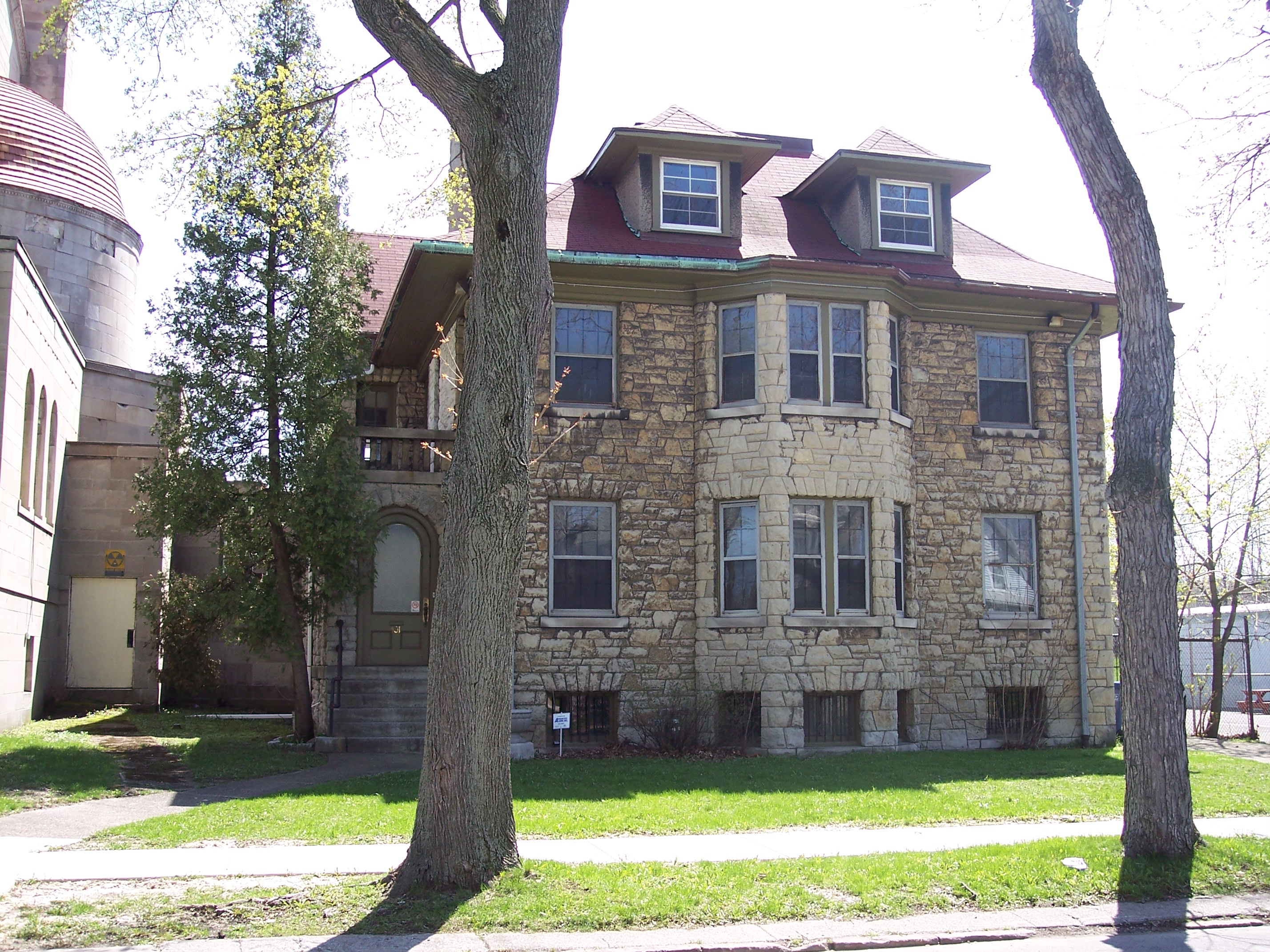
Ancienne cure de l'église
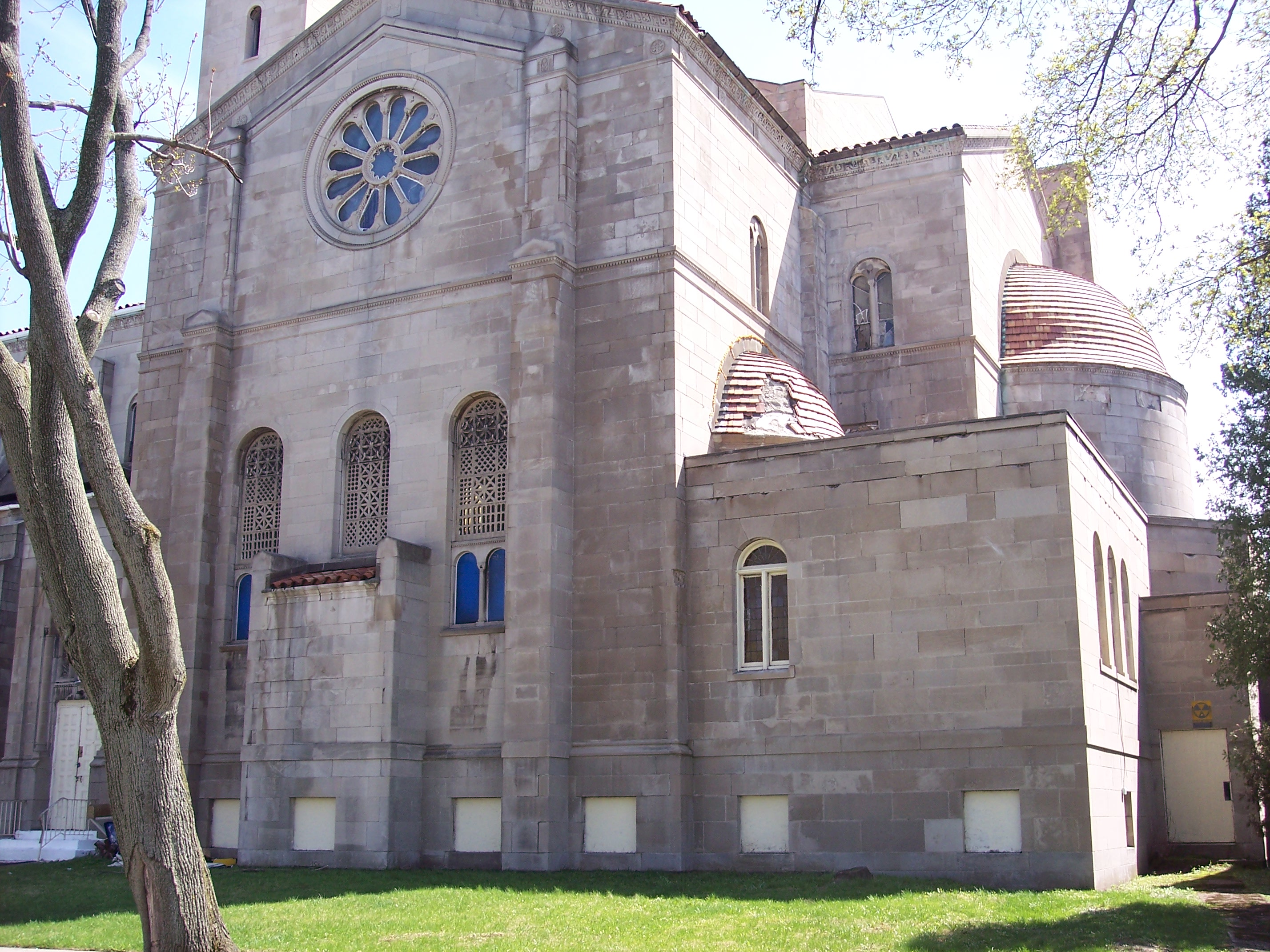
Détail de dommages à la toiture
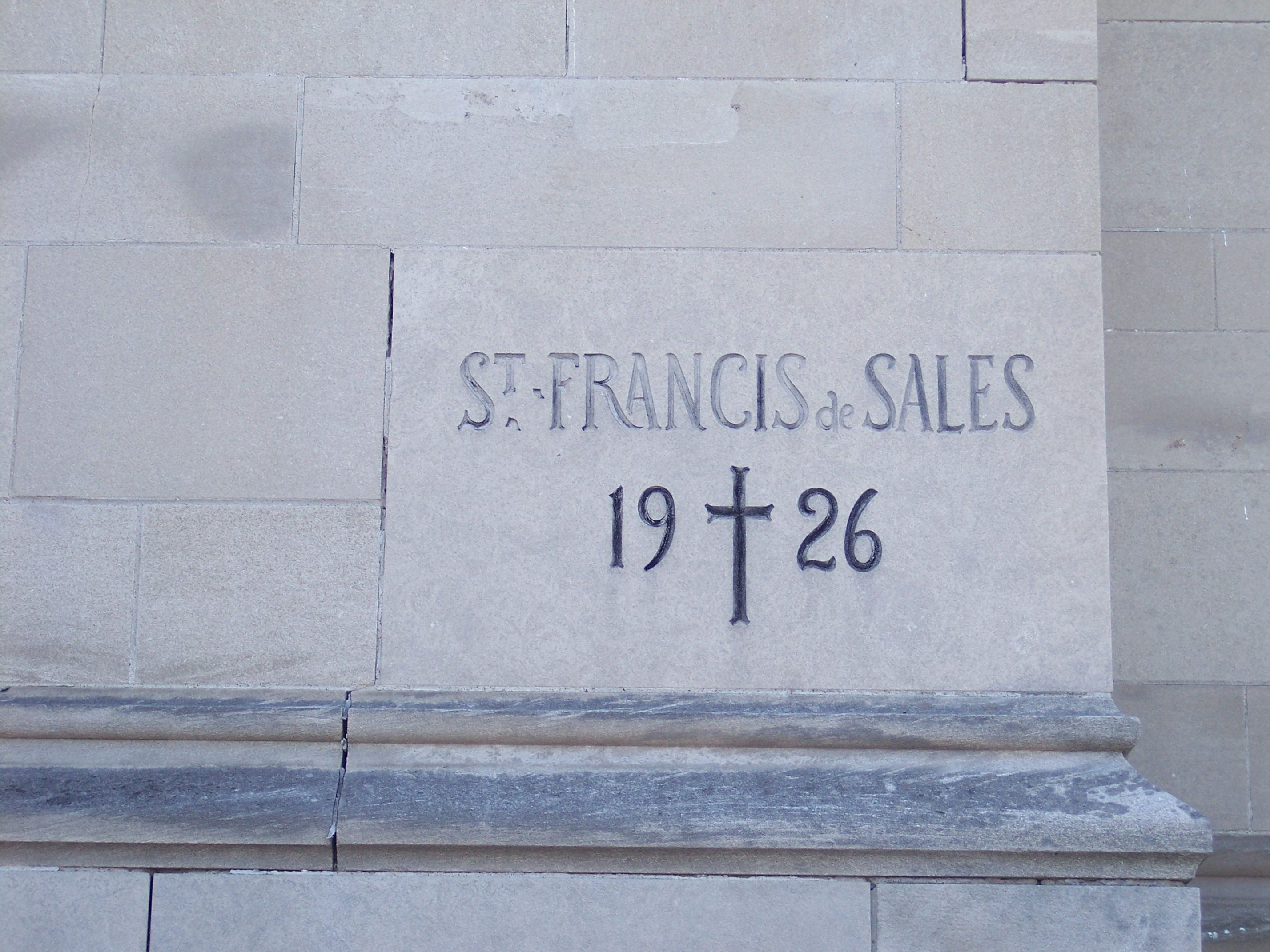
Pierre d'achoppement bénite en 1926